# Ypsolopha seniculella
Ypsolopha seniculella là một loài bướm đêm thuộc họ Ypsolophidae. Nó được tìm thấy ở Turkmenistan và Kyrghyzstan.